# Paola Muñoz
Paola Andrea Muñoz Grandon (Santiago, 13 de abril de 1986) es una ciclista chilena de ruta y pista.

## Trayectoria deportiva
Desde pequeña formó su carácter como deportista, pasando por la práctica de variadas disciplinas como atletismo, tenis, ping pong, hándbol, basquetbol, fútbol, salto largo y lanzamiento de la bala. Sin embargo, el ciclismo llegó cuando acompañaba a su padre al Cerro San Cristóbal los fines de semana.
A los 14 años quedó clasificada para participar en su primer campeonato nacional, que se realizaría en la ciudad de Osorno, representando a la Región Metropolitana Norte. En aquella competencia obtuvo tercer lugar y se convirtió en toda una revelación. De ahí en más, su carrera fue en ascenso, adjudicándose, entre otros, el Campeonato Nacional de Ruta de Chile los años 2007, 2008, 2010, 2012,  2014, 2017 además de destacadas participaciones en varias ediciones del Campeonato Panamericano de Ciclismo en Pista.
El año 2010 se convirtió en la quinta mejor ciclista en pista del mundo, tras una excelente participación en el Campeonato Mundial de Ciclismo en Pista de 2010 celebrado en el Ballerup Super Arena en Copenhague, Dinamarca.
El año 2012, en sus primeros Juegos Olímpicos de Londres 2012, antes del primer punto de control de la competencia de ruta de fondo femenina, Muñoz cedió terreno al ser parte de un accidente de varias ciclistas y sufrió una caída poco antes de llegar a los 74 kilómetros, producto de lo resbaladizo que estaba la pista por las precipitaciones, decidiendo abandonar cuando se encontraba en el lugar 64 de carrera.
El año 2014, se adjudicó el primer lugar en el Ciclismo en ruta en los X Juegos Suramericanos en Santiago de Chile, 
El año 2016, se convirtió en la primera chilena en participar en el Giro de Italia Femenino, pudiendo completar las nueve etapas de la competencia y terminando en el puesto N.º 88.
Clasificó a sus segundos Juegos Olímpicos en Río de Janeiro 2016. repitiendo la hazaña, de que Chile tuviese representante en la cita deportiva máxima.

## Vida personal
Paola está casada con Gonzalo Garrido, otro destacado ciclista chileno olímpico en Atenas 2004 y Londres 2012.
Actualmente se encuentra estudiando Ingeniería en Administración de Empresas en la Universidad Andrés Bello de Chile.

## Palmarés
- 3º lugar en Campeonato Nacional Juvenil de Ciclismo, Copiapó, Chile
- 2º lugar en Panamericano juvenil de ciclismo, santo Domingo República Dominicana Prueba por puntos
- 2º lugar en panamericano juvenil de ciclismo, santo Domingo República Dominicana prueba de scratch

- 1º lugar en Panamericano Juvenil de Ciclismo, Santiago, Chile (Scratch - Pista)[6]
- 1º lugar en Panamericano Juvenil de Ciclismo, Santiago, Chile (500 m - Pista)[6]
- 1º lugar en Panamericano juvenil de ciclismo, Santiago de Chile Prueba por puntos
- 1º lugar en Panamericano juvenil de ciclismo, Santiago de Chile Keirin
- 1º lugar en Panamericano juvenil de ciclismo, Santiago de Chile Velocidad
- 4º lugar Campeonato Mundial juvenil de ciclismo, Moscú Rusia Scratch

- 2º lugar en IX Juegos Suramericanos (Scratch - Pista)[7]
- 1º lugar en Campeonato Nacional de Ruta, Antofagasta, Chile (Carrera - Ruta)
- 3º lugar en XXV Campeonato Panamericano de Ciclismo en Pista (Scratch - Pista)
- 5º lugar Campeonato Mundial Pista Elite, Copenhague, Dinamarca Prueba por puntos

- 1º lugar en Campeonato Nacional de Ruta, La Unión, Chile (Carrera - Ruta)
- 1º lugar en XXVII Campeonato Panamericano de Ciclismo en Pista (Carrera por puntos - Pista)
- Primera mujer chilena clasificada a unos Juegos Olímpicos en ciclismo de ruta Londres 2012

- 1º lugar en GP de Venezuela (Carrera - Ruta)[8]
- 1º lugar en GP de Schellebelle, Bélgica (Carrera - Ruta)[9]
- Primera chilena en correr el Giro de Italia femenino.
- Representante chilena en Juegos Olímpicos Río 2016
- 2º lugar Campeonato panamericano pista , Aguascalientes Mexico Prueba de Scratch

- Campeonato Panamericano en Ruta Santo Domingo, República Dominicana
- 1º lugar campeonato nacional de ruta
- 1º lugar última etapa de la Vuelta a Costa Rica
- 1º lugar clasificación general metas volantes

- 14º world Tour Chonming Island, China.
- 2º clasificación general metas intermedias
- 5º lugar Campeonato panamericano ruta San Juan Argentina
- 1º lugar última etapa de la Vuelta Femenina a Guatemala
- 1º lugar clasificación general metas volantes

2019
Primera 
2001
- 3º lugar en Campeonato Nacional Juvenil de Ciclismo, Copiapó, Chile

2003
- 1º lugar en Panamericano Juvenil de Ciclismo, Santiago, Chile (Scratch - Pista)[6]
- 1º lugar en Panamericano Juvenil de Ciclismo, Santiago, Chile (500 m - Pista)[6]

2004
- 1º lugar en I Festival Internacional de Ciclismo, El Oro, Ecuador (Persecución - Pista)[10]
- 1º lugar en I Festival Internacional de Ciclismo, El Oro, Ecuador (Pasajeña - Pista)[10]
- 3º lugar en I Festival Internacional de Ciclismo, El Oro, Ecuador (Velocidad - Pista)[10]

2006
- 2º lugar en VIII Juegos Suramericanos (Carrera por puntos - Pista)
- 2º lugar en VIII Juegos Suramericanos (Scratch - Pista)

2007
- 1º lugar en Campeonato Nacional de Ruta, Nacimiento, Chile (Carrera - Ruta)

2008
- 1º lugar en Campeonato Nacional de Ruta, Vicuña, Chile (Carrera - Ruta)
- 2º lugar en XXIII Campeonato Panamericano de Ciclismo en Pista (500 m contrarreloj - Pista)
- 2º lugar en XXIII Campeonato Panamericano de Ciclismo en Pista (Velocidad por equipos - Pista)
- 2º lugar en XXIII Campeonato Panamericano de Ciclismo en Pista (Scratch - Pista)

2009
- 2º lugar en XXIV Campeonato Panamericano de Ciclismo en Ruta (Carrera - Ruta)
- 2º lugar en XXIV Campeonato Panamericano de Ciclismo en Pista (Carrera por puntos - Pista)
- 3º lugar en XXIV Campeonato Panamericano de Ciclismo en Pista (Scratch - Pista)
- 3º lugar en XXIV Campeonato Panamericano de Ciclismo en Pista (Ómnium - Pista)

2010
- 2º lugar en IX Juegos Suramericanos (Scratch - Pista)[7]
- 1º lugar en Campeonato Nacional de Ruta, Antofagasta, Chile (Carrera - Ruta)
- 3º lugar en XXV Campeonato Panamericano de Ciclismo en Pista (Scratch - Pista)

2012
- 1º lugar en Campeonato Nacional de Ruta, La Unión, Chile (Carrera - Ruta)
- 1º lugar en XXVII Campeonato Panamericano de Ciclismo en Pista (Carrera por puntos - Pista)

2013
- 1º lugar en GP Femenino de San Luis, Argentina (Carrera - Ruta)[11]
- 1º lugar en la Clásica 1.º de Mayo, Ciudad de Salta, Argentina (Carrera - Ruta)[12]
- 3º lugar en Juegos Bolivarianos, Trujillo (Perú) (Persecución por equipos - pista)
- 3º lugar en Juegos Bolivarianos, Trujillo (Perú) (Ómnium - pista)

2014
- 1º lugar en X Juegos Suramericanos (Carrera - Ruta)[13]
- 1º lugar en Campeonato Nacional de Ruta, Chile (Carrera - Ruta)

2015
- 3º lugar en Campeonato Nacional de Ruta, Coyhaique, Chile (Contrarreloj - Ruta)
- 3º lugar en Campeonato Nacional de Ruta, Coyhaique, Chile (Carrera - Ruta)
- 1º lugar en Clásico "Corre por la Vida", Guanare, Venezuela (Carrera - Ruta)

2016
- 1º lugar en GP de Venezuela (Carrera - Ruta)[8]
- 1º lugar en GP de Schellebelle, Bélgica (Carrera - Ruta)[9]

2017
- Campeonato Panamericano en Ruta
- 1 etapa de la Vuelta a Costa Rica

2018
- 1 etapa de la Vuelta Femenina a Guatemala

2020
- 1 etapa del Tour Femenino de Colombia

2022 4 Ranking norteamericana American crit caup
2023 
1 ganadora American crit cup
1 ganadora NCL

## Equipos
- Chacabuco, Chile (2004)
- Bizkaia-Durango, España (2012)
- Clos de Pirque, Chile (2013)
- San Luis, Argentina (2013)
- Bontrager, Chile (2015)
- Xirayas de San Luis, Argentina (2016)
- Bizkaia-Durango, España (2017)
- México Swapit/Agolico (2018-2019)
- CWA (2021-2022)
- Miami nights 2023-2024

## Premios y reconocimientos
| Distinción                                                                   | Año  |
| ---------------------------------------------------------------------------- | ---- |
| Premio a la Mejor Ciclista por el Círculo de Periodistas Deportivos de Chile | 2014 |
| Premio a la Mejor ciclista 2016 Círculo de Periodistas Deportivos de Chile   | 2016 |
| Premio a la Mejor ciclista 2017 Círculo de Periodistas Deportivos de Chile   | 2017 |